# 巣山真也
巣山 真也（すやま しんや）は、日本の漫画家。
2000年にエニックス（現スクウェア・エニックス）の第2回新世紀マンガ大賞に「こわれたものはなおしましょう」で入選。同年の『月刊少年ガンガン』9月号に同作品が掲載される。その後、『月刊少年ガンガン』に2001年12月号から2004年12月号まで「悪魔事典」を連載。
2009年2月から2011年12月まで『ガンガンONLINE』で「学校のせんせい」を連載していた。

## 作品リスト
- こわれたものはなおしましょう（読切、『月刊少年ガンガン』2000年9月号）
- 悪魔事典（連載、『月刊少年ガンガン』2001年12月号 - 2004年12月号、コミックス全6巻）
- H0 ホーリィゼロ（読切、『ガンガンパワード』2004年冬季号）
- はにかみ（読切、『月刊少年ガンガン』2006年6月号）
- 妹アンソロジー「SSS サムライ・ソード・シスターズ」（読切、『ガンガンパワード』2007年No.7）
- 学校のせんせい（連載、『ガンガンONLINE』2009年2月 - 2011年12月）